# Siegfried (margrave de Mersebourg)
Pour les articles homonymes, voir Siegfried.
Siegfried, né vers 895 et mort le 3 décembre 937, était comte (Graf) en Saxe qui, en raison de sa proximité avec la dynastie des Ludolphides, faisait partie de la classe dirigeante du duché. Comme son père Thietmar († 932), on le dénomme margrave de Mersebourg, bien que sur les documents qui nous sont parvenus il n’apparaît jamais avec ce titre, donc il ne le portait sans doute pas officiellement. 

## Biographie
Siegfried est le fils aîné de Thietmar, comte en Ostphalie, et de son épouse Hildegarde peut-être apparentée avec la dynastie franconienne des Conradiens. Il compte parmi ses frères et sœurs le futur margrave Gero et Hidda, la mère de l'archevêque Géron de Cologne. Les domaines autour de Mersebourg sur la Saale, situés à la frontière orientale de la Saxe, devient propriété de la famille à la mort du comte Erwin, le beau-frère de Hildegarde, vers l'an 906.
En 886, Thietmar était entré au service des Ludolphides en tant que tuteur du prince Henri l'Oiseleur, le fils du duc Otton l'Illustre. Après l'élection d'Henri Ier au roi de Germanie en 919, Thietmar a arrangé le mariage de son fils Siegfried avec Irminburg, une (demi-)sœur du roi. À sa mort en 932, le patrimoine de la famille passa aux mains de Siegfried et son frère Gero. Par acte du 25 juin 934, Henri Ier a offert au comte Siegfried des vastes possessions à l'est de Quedlinbourg s'étendant de Gröningen et Kroppenstedt jusqu'aux rives de la Saale.
À la mort d'Henri Ier le 2 juillet 936, Siegfried a été nommé procurateur du duché de Saxe. Lorsque le nouveau roi Othon Ier se fait couronner, il place son jeune frère et rival Henri sous la « protection » rapprochée de Siegfried. À cette époque, Siegfried était le second personnage du duché de Saxe après le roi, selon la chronique de Widukind de Corvey. 
Lorsque Siegfried meurt l'année suivante, son cousin Thankmar (le fils d’Henri Ier) et son frère cadet Gero (le favori du roi) se disputent ses biens. 

## Mariage et descendance
Siegfried s’est marié deux fois. Sa première femme était Irminburg, fille du duc Otton Ier de Saxe et de son épouse Hedwige, fille du marquis Henri de Babenberg. Sa seconde femme s’appelait Guthia (Jutta), probablement issue de la dynastie des Brunonides ; deux fils sont nés de leur mariage. En 936, Siegfried et Guthia fondent l'abbaye de Gröningen, une filiale de Corvey, pour le salut de leurs âmes et celles de la famille ducale de Saxe.

## Sources
- Reuter, Timothy. Germany in the Early Middle Ages 800–1056. New York: Longman, 1991.
- Bernhardt, John W. Itinerant Kingship and Royal Monasteries in Early Medieval Germany, c. 936–1075. Cambridge: Cambridge University Press, 1993.

- (en) Cet article est partiellement ou en totalité issu de l’article de Wikipédia en anglais intitulé « Siegfried, Count of Merseburg » (voir la liste des auteurs).